# 고료역 (가고시마현)
고료역(일본어: 御領駅)은 일본 가고시마현 미나미큐슈시에 위치한 규슈 여객철도 이부스키마쿠라자키 선의 철도역이다.

## 역 구조
단선 승강장 1면 1선의 구조를 가진 지상역이자, 무인역이다.

## 역 주변
- 국도 제226호선
- 에이 고료 체육관

## 역사
- 1963년 10월 31일 : 이부스키 선이 니시에이역부터 마쿠라자키역까지 연신해 이부스키마쿠라자키 선이 됨과 동시에 국철 이부스키마쿠라자키 선의 역으로서 개업.
- 1987년 4월 1일 : 일본국유철도 분할 민영화에 따라, 규슈 여객철도가 승계.

## 인접 역
| 이부스키마쿠라자키 선       | 이부스키마쿠라자키 선 | 이부스키마쿠라자키 선    |
| --------------------------- | --------------------- | ------------------------ |
| 니시에이 가고시마 중앙 방면 | ■ 보통                | 이시카키 마쿠라자키 방면 |